# Joseph Pichler
Joseph von Pichler (* 9. Mai 1730 in Kötschach; † 1808 in Lerchenfeld bei Wien) war ein österreichischer Maler, der vor allem für seine Fresken bekannt ist.

## Leben
Als Sohn armer Eltern war er zunächst Viehhirte. Ersten Unterricht in der Malerei erhielt er in Lienz. 1752 kam er nach Wien, wo er die k. k. Maler-Akademie besuchte. Bei seinem Lehrer Vinzenz Fischer spezialisierte er sich unter anderem auf die Architekturmalerei.
Infolge seiner Arbeiten auf Schloss Laxenburg wurde er geadelt.

## Werke (Auswahl)
- Freskos im Gesellschaftssaal auf Schloss Austerlitz, 1767
- Freskos in der Heiligkreuz-Kapelle auf Schloss Austerlitz, 1769
- Freskos im Blauen Hof auf Schloss Laxenburg, 1775
- Freskos im Palais Kaunitz-Wittgenstein, 1775[3]